# Madina (ort i Mali)
Madina är en ort i Mali.   Den ligger i regionen Kayes, i den sydvästra delen av landet, 120 km nordväst om huvudstaden Bamako. Madina ligger 381 meter över havet och antalet invånare är 9 808.
Terrängen runt Madina är platt, och sluttar söderut. Runt Madina är det mycket glesbefolkat, med 4 invånare per kvadratkilometer. Det finns inga andra samhällen i närheten. Omgivningarna runt Madina är en mosaik av jordbruksmark och naturlig växtlighet.